# Gobierno de Francisco Lersundi Hormaechea

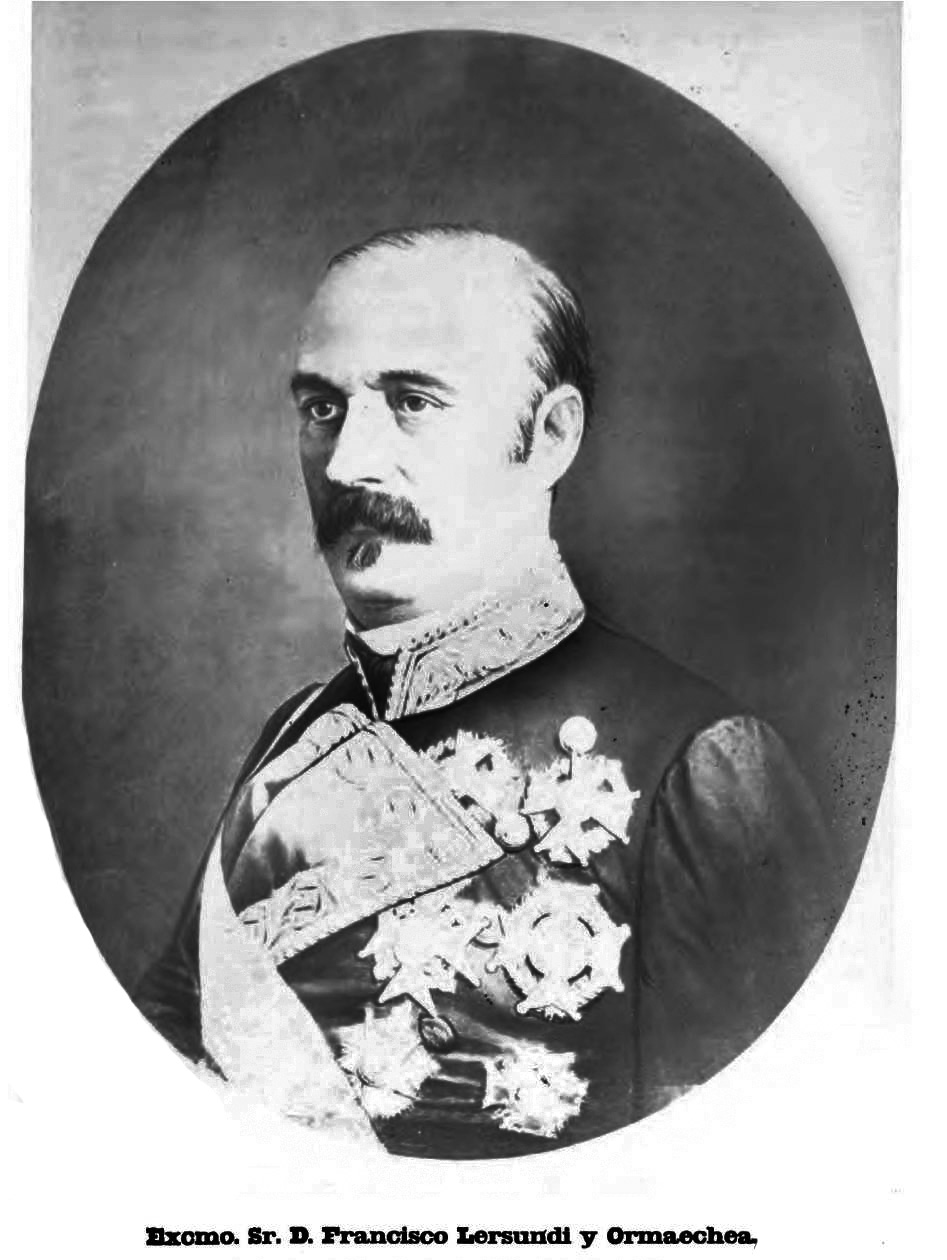
Francisco Lersundi Hormaechea

La crisis del gobierno de Federico Roncali llevó a que la Reina encargara formar gobierno al teniente general Francisco Lersundi.
Entre los miembros del nuevo gabinete se encontraba Pedro Egaña, quien ocupaba el ministerio de Gobernación. El hecho de que Egaña fuera un estrecho colaborador de la madre de la reina, María Cristina de Borbón-Dos Sicilias, propició las críticas contra el gobierno y contra la que fuera Regente por parte de los progresistas, quienes le atribuían un papel conspiratorio para influir y controlar las decisiones políticas de su hija Isabel II.
María Cristina había vuelto en 1844 del exilio que se le impuso tras ser obligada a dejar la regencia (que ocupó desde 1833 a 1840) en manos de Espartero. La reina madre se instaló entonces en Madrid para intentar controlar la política de su hija y, junto a su segundo marido, inició negocios relacionados con la sal y el ferrocarril -en los que también participaba Narváez-. En aquella época se llegó a afirmar que «no había proyecto industrial en el que la Reina madre no tuviera intereses». Como consecuencia, María Cristina se ganó más antipatía del pueblo -avivada por su yerno- y, finalmente, sería expulsada del país en 1854. Además, le fue retirada la pensión vitalicia que previamente le habían concedido las Cortes.
En política interior, las Cortes se mantuvieron cerradas durante todo el gobierno de Lersundi. Tras cuatro meses, la falta de programa y una política vacilante pensada para contentar a todos los sectores moderados, obligaron al Gobierno a dimitir.
Tras la dimisión de Lersundi, Luis José Sartorius sería el encargado de formar el nuevo Gobierno.
| Composición del Gobierno            | |                         |                                               |
| Cargo                               | Titular | Inicio                  | Fin                                           |
| Presidente del Consejo de Ministros | Francisco Lersundi Hormaechea                                                                                         | 14 de abril de 1853     | 19 de septiembre de 1853                      |
| Ministro de Estado                  | Luis López de la Torre Ayllón                                                                                         | 14 de abril de 1853     | 21 de junio de 1853                           |
| Ministro de Estado                  | Francisco Lersundi Hormaechea (interino hasta la llegada del titular: 14 de abril de 1853)                            | 14 de abril de 1853     | 21 de junio de 1853                           |
| Ministro de Estado                  | Ángel Calderón de la Barca Belgrano                                                                                   | 21 de junio de 1853     | 17 de julio de 1854 (siguiente Gobierno)      |
| Ministro de Estado                  | Francisco Lersundi Hormaechea (interino hasta la llegada del titular: 21 de junio de 1853 - 19 de septiembre de 1853) | 21 de junio de 1853     | 17 de julio de 1854 (siguiente Gobierno)      |
| Ministro de Gracia y Justicia       | Pablo Govantes | 14 de abril de 1853     | 19 de septiembre de 1853                      |
| Ministro de la Guerra               | Francisco Lersundi Hormaechea                                                                                         | 14 de abril de 1853     | 19 de septiembre de 1853                      |
| Ministro de Hacienda                | Manuel Bermúdez de Castro y Díez                                                                                      | 14 de abril de 1853     | 21 de junio de 1853                           |
| Ministro de Hacienda                | Luis María Pastor Copo                                                                                                | 21 de junio de 1853     | 19 de septiembre de 1853                      |
| Ministro de Marina                  | Antonio Doral | 14 de abril de 1853     | 9 de septiembre de 1853                       |
| Ministro de Marina                  | Agustín Esteban Collantes (interino)                                                                                  | 9 de septiembre de 1853 | 30 de septiembre de 1853 (siguiente Gobierno) |
| Ministro de Gobernación             | Pedro Egaña Díaz de Castro                                                                                            | 14 de abril de 1853     | 19 de septiembre de 1853                      |
| Ministro de Fomento                 | Pablo Govantes (interino)                                                                                             | 14 de abril de 1853     | 21 de junio de 1853                           |
| Ministro de Fomento                 | Claudio Moyano Samaniego                                                                                              | 21 de junio de 1853     | 1 de agosto de 1853                           |
| Ministro de Fomento                 | Agustín Esteban Collantes                                                                                             | 1 de agosto de 1853     | 17 de julio de 1854 (siguiente Gobierno)      |

| Predecesor: I Gobierno de Federico Roncali Ceruti | 14 de abril de 1853 - 19 de septiembre de 1853 | Sucesor: I Gobierno de Luis José Sartorius y Tapia |